# Phlyctochytrium quadricorne
Phlyctochytrium quadricorne är en svampart som först beskrevs av de Bary, och fick sitt nu gällande namn av Joseph Schröter 1892. Phlyctochytrium quadricorne ingår i släktet Phlyctochytrium och familjen Chytridiaceae.   Inga underarter finns listade i Catalogue of Life.